# Erythridula plena
Erythridula plena är en insektsart som först beskrevs av Beamer 1930.  Erythridula plena ingår i släktet Erythridula och familjen dvärgstritar. Inga underarter finns listade i Catalogue of Life.